# Sergejs Čudinovs
Sergejs Čudinovs, russ. Сергей Чудинов oft auch Sergei Tschudinow oder Sergej Tchoudinov, englisch: Sergei Chudinov (* 10. September 1962 in Tscheljabinsk, Russische SFSR), ist ein ehemaliger sowjetischer, dann deutsch-lettischer Eishockeyspieler und heutiger -trainer, der auf der Position des Verteidigers spielte. In der höchsten Sowjetischen Liga war er für HK Traktor Tscheljabinsk, HK ZSKA Moskau und Dinamo Riga aktiv.

## Karriere
Čudinovs begann seine Laufbahn 1982 in seiner Geburtsstadt Tscheljabinsk bei HK Traktor Tscheljabinsk, für den er zwei Jahre spielte. Danach absolvierte er eine Saison bei deren Ligakonkurrent HK ZSKA Moskau, ehe er sieben Spielzeiten für Dinamo Riga in der Sowjetischen Liga aufs Eis ging.
1992 wechselte Čudinovs nach Deutschland, wo er sich drei Jahre dem EV Ravensburg anschloss. Er ging anschließend für eine Saison für den EA Schongau in der 2. Liga aufs Eis, bevor er 1996/97 erstmals in der zweithöchsten deutschen Spielklasse für den EHC Neuwied die Schlittschuhe schnürte. Mit den Deichstädtern gewann er den DEB Ligapokal 1997 sowie die Meisterschaft der 1. Liga 1997. Die folgenden zweieinhalb Spielzeiten verbrachte Tschudinow in Niedersachsen beim GEC Nordhorn in der 2. Bundesliga und beendete die Spielzeit 1999/2000 nach der Insolvenz des GEC bei deren Ligakonkurrent Heilbronner Falken, für die er auch die folgende Saison spielte.
Anschließend spielte Čudinovs noch für den ESV Bayreuth, die Stuttgart Wizards, den EC Wilhelmshaven und den TuS Geretsried in der Ober- und Regionalliga.

### International
Čudinovs nahm für die lettische Eishockeynationalmannschaft an der C-Weltmeisterschaft 1993, den B-Weltmeisterschaften 1995 und 1996 sowie an den Eishockey-Weltmeisterschaften 1997, 1998 und 1999 teil. Er absolvierte 40 Spiele, in denen er 18 Tore sowie 15 Vorlagen erzielte.

## Trainer
Nach seiner aktiven Laufbahn trainierte Čudinovs zwischen 2007 und 2010 den EV Fürstenfeldbruck aus der Landesliga Süd-West. In der Saison 2010/11 stand er beim EHC Bayreuth aus der BEL hinter der Bande. Dort wurde er am 31. Januar 2011 entlassen und Knut Pleger als sein Nachfolger eingesetzt.

## Privates
Čudinovs ist der Vater von Liliana Matthäus (gebürtig Kristina Liliana Čudinova) und war somit von 2009 bis 2011 der Schwiegervater von Lothar Matthäus.

## Erfolge
- DEB-Ligapokalsieger 1997
- Meister der 1. Liga 1997